# Hey-Hey-Hey Live Roskilde Festival 83
Hey-Hey-Hey Live Roskilde Festival 83 er det andet livealbum af det danske band Warm Guns, der udkom i 1983 på Vertigo. Det blev optaget af Danmarks Radio på Roskilde Festival samme år.
Warm Guns blev indtil 1983 nægtet at spille på Roskilde Festival med den begrundelse, at man ikke hyrede danske bands der sang på engelsk.
”Men i år lykkedes det gruppen at komme til at optræde i Rytmeteltet, og det lykkedes samtidig for gruppen at bevise, at den har noget på hjerte, og at den osse kan køre en koncert igennem, så luften hænger og dirrer lige under teltloftet. Så godt lykkedes det, at gruppen lige nu forhandler med Danmarks Radio om at bruge radioens optagelse til udsendelse af en live-plade til efteråret.” (Gaffa, september 1983)

## Spor
Alle sange skrevet og komponeret af Lars Muhl, undtagen hvor noteret. 
| 1. | "Rip Off"                    | Robert Hauschildt | 3:53 |
| 2. | "Nightcrawlers"              | Hauschildt        | 3:01 |
| 3. | "Bedtime Story"              |                   | 2:50 |
| 4. | "Every Teardrop Means a Lot" |                   | 2:41 |
| 5. | "Wonderkids"                 | Muhl, Hauschildt  | 4:17 |
| 6. | "I'll Get You"               | Muhl, Hauschildt  | 2:47 |

| 7.  | "Can't Give or Take Anymore" | 3:26 |
| 8.  | "Wild Life"                  | 2:35 |
| 9.  | "Let's Go"                   | 3:00 |
| 10. | "Someone Who Cares"          | 3:52 |
| 11. | "Under My Skin"              | 3:22 |

## Personel
Warm Guns
- Lars Muhl – vokal
- Lars Hybel – guitar
- Jacob Perbøll – guitar
- Lars Kiehn – keyboards
- Kaj Weber – bas, kor
- Troels Møller – trommer, kor

Produktion
- Robert Borges – producer
- Johnny – teknik
- Lars Poulsen – live mix
- Henrik Hambroe – lys
- Johan Petersen – scene
- Kristian Mikael de Freitas Olesen – coverfoto, yderligere fotos
- Gorm Valentin – yderligere fotos
- Lars Muhl – yderligere fotos
- Valle V. Petersen – cover design[4]
- Lars Kiehn – cover design[4]